# Belionota fulgidicollis
Belionota fulgidicollis es una especie de escarabajo del género Belionota, familia Buprestidae. Fue descrita científicamente por Gestro en 1877.